# Yule Detached Reef
Yule Detached Reef är ett rev i Australien.   Det är ett av reven i Stora Barriärrevet öster om Kap Yorkhalvön, i delstaten Queensland.